# 曲水镇 (重庆市)
曲水乡，是中华人民共和国重庆市梁平区下辖的一个乡镇级行政单位。

## 行政区划
曲水乡下辖以下地区：
龙山村、中丰村、三合村、中鹿村、长榜村、曲水村、宝石村和聚宝村。